# Episema cinereorufa
Episema cinereorufa là một loài bướm đêm trong họ Noctuidae.